# Euscorpius
Euscorpius is een geslacht van schorpioenen uit de familie van de Euscorpiidae.

## Soorten
- Euscorpius flavicaudis (De Geer, 1778) (Europese zwarte schorpioen)
- Euscorpius carpathicus (Linnaeus, 1767)
- Euscorpius italicus (Herbst, 1800) (Italiaanse schorpioen)